# 울산 약사동 제방
울산 약사동 제방(蔚山 藥泗洞 堤防)은 울산광역시 중구 약사동에 있는 고대 수리시설 유적지이다. 2014년 9월 16일 대한민국의 사적 제528호로 지정되었다.

## 개요
약사동 제방은 전북 김제의 벽골제(사적 제111호), 충북 제천의 의림지, 경남 밀양의 수산제 등 삼한시대 저수지 유적과 달리 발굴을 통해 축조시기와 기법 등이 처음으로 밝혀진 유적이다.
(재)한겨레문화재연구원과 우리문화재연구원이 제출한 2013년 최종 발굴조사보고서에 따르면 제방은 유물과 목탄, 초본류, 목본류 등을 종합적으로 감안했을 때 7세기말 쯤에 축조됐을 것으로 추정된다.
제방 성토층은 부지폭이 34m, 둑마루 폭이 약 8m로 단면은 아래에서 위로 갈수록 좁아지는 사다리꼴을 하고 있다. 제방의 전체 길이는 약 155m로 추정됐으며, 제방고의 잔존 높이는 4.5~8m로 측정됐다.
단면을 완전히 굴착하고 축조방법을 확인한 결과 가공된 기초지반 위에 점성이 높은 실트층(입경 0.005~0.074mm인 흙을 주체로 한 지층)과 패각류를 깔고, 그 위에 잎이 달린 가는 나뭇가지를 까는 ‘부엽공법(敷葉工法)’이라는 고대의 토목·건축기술을 사용한 것으로 드러나 중요한 학술 가치를 지닌 것으로 평가받고 있다.
이 제방이 약사천(川) 양안 구릉 중 거리가 가장 가까운 지점을 연결해 하천을 가로막는 형태로 축조돼 있으며, 제방 아래쪽에는 넓은 경작지가 조성돼 있었을 것으로 판단, 제방이 저수를 목적으로 축조된 시설로 추정된다.

## 지정 사유
울산 약사동 제방은 삼국시대 말에서 통일신라시대 초 (6~7 세기)에 저수를 목적으로 조영된 것으로 추정되는 고대 수리시설로, 제방의 축조공정과 함께 부 엽 공법 등 고대 토목기법을 잘 보여 주는 역사적·학술적 보존 가치가 큰 중요 유적이다.

## 같이 보기
- 울산 제방 유적 전시관

## 참고 자료
- 울산 약사동 제방 - 국가유산청 국가유산포털